# Aïna Tymtchouk
Aïna Tymtchouk (en ukrainien : Айна Леонідівна Тимчук), né le 21 novembre 1973 dans la ville de Dnipro, est une femme politique et fonctionnaire ukrainienne.

## Biographie
Elle est diplômée de l'Université nationale Oles-Hontchar de Dnipro en administration publique. Aïna a travaillé comme fonctionnaire à l'oblast de Dnipro de 2004 à 2010. Elle est nommée gouverneur de l'oblast de Kharkiv du 27 novembre 2020 au 11 août 2021,,,.